# Bahnhof Buffalo–Depew

Der Bahnhof Buffalo–Depew, auch Buffalo, NY (Depew) (abgekürzt: BUF) ist ein Personen- und Betriebsbahnhof in Depew im US-Bundesstaat New York. Er liegt etwa 12,6 Kilometer östlich von Buffalo am Empire Corridor, der Bahnverbindung New York City–Albany–Buffalo. Der Bahnhof wird von insgesamt acht Amtrak-Personenzügen täglich bedient, die nach Chicago, Toronto, Boston und New York verkehren. Das Fahrgastaufkommen liegt bei knapp 100.000 Reisenden pro Jahr.
Der Bahnhof besitzt zwei durchgehende Mittelgleise und zwei außenliegende Überholgleise, wovon nur das südliche über einen Bahnsteig verfügt. Als Empfangsgebäude dient ein zeitgenössischer, schlichter einstöckiger Flachbau. Der Bahnhof ersetzte 1979 das Buffalo Central Terminal 8,7 km weiter westlich, das angesichts des gesunkenen Fahrgastaufkommens viel zu groß und zu teuer geworden war. 
Im Gegensatz zu Buffalos innerstädtischem Bahnhof Exchange Street wird Depew nicht nur von den Zügen nach Toronto und New York City, sondern auch aus Richtung Chicago und Boston bedient. Somit ergibt sich die Situation, dass der Vorort Depew über mehr Zugverbindungen verfügt als Buffalo selbst. Auch das Fahrgastaufkommen liegt viermal höher als an der Exchange Street.